# Alan Rickman
Alan Sidney Patrick Rickman (Hammersmith, 21 de fevereiro de 1946 - Londres, 14 de janeiro de 2016) foi um premiado ator britânico, mais conhecido pelos filmes Duro de Matar e Robin Hood: O Príncipe dos Ladrões e pelo papel de Severus Snape na saga Harry Potter.

## Primeiros anos
Alan Rickman nasceu no centro urbano de Hammersmith, em Londres. Oriundo de uma família de classe trabalhadora, filho de Margaret Doreen Rose, uma dona de casa galesa, e de Bernard Rickman, um operário irlandês. O seu pai era católico e a sua mãe metodista. Tem um irmão mais velho, David (nascido em 1944) que trabalha como projetista gráfico, um irmão mais novo, Michael (nascido em 1947), que é instrutor de ténis, e uma irmã mais nova, Sheila (nascida em 1950).
Alan ingressou em uma escola do distrito londrino de Acton, a qual adotava o Método Montessori de ensino.
O pai de Alan Rickman faleceu quando ele tinha oito anos, deixando a sua mãe a cuidar dele e dos três irmãos sozinha. Ela voltou a casar-se, mas divorciou-se do padrasto de Alan três anos depois. "Ela amou apenas uma pessoa na sua vida", disse Alan mais tarde.
Na escola, Alan demonstrou ter uma grande aptidão para a caligrafia e para a pintura a aquarela. Enquanto ainda estudava na Derwentwater Junior School recebeu uma bolsa de estudos para a Latymer Upper School, uma escola privada em Hammersmith, onde se envolveu pela primeira vez no teatro. Quando terminou os estudos na Latymer, Rickman ingressou na Chelsea College of Art and Design e, mais tarde, na Royal College of Art, onde estudou design. A sua formação permitiu-lhe trabalhar como designer gráfico para o jornal radicalista Notting Hill Herald, uma ocupação que ele considerava mais estável do que a de ator: "Não se considerava muito sensato entrar numa escola de representação aos 18 anos", disse.
Após terminar os seus estudos universitários, Alan e vários dos seus amigos da universidade abriram uma empresa de design gráfico chamada Graphiti. Porém, aos 25 anos, e após três anos de grande sucesso, ele decidiu que, se queria realmente trabalhar como ator, teria de fazer algo em relação a isso naquela altura ou então tal poderia nunca acontecer. Assim, escreveu para a Royal Academy of Dramatic Art (RADA) para pedir uma audição. Conseguiu um lugar na prestigiada instituição e terminou o curso de representação de três anos em 1974. Enquanto frequentava a RADA, trabalhou como assistente de guarda-roupa no teatro para atores como Nigel Hawthorne e Sir Ralph Richardson para suportar os custos. Alan venceu vários prémios da RADA durante o seu curso, incluindo o Emile Littler Prize, o Forbes Robertson Prize e a Bancroft Golden Medal (prémio atribuído ao melhor aluno de cada ano).

## Carreira

### Primeiros trabalhos, cinema e televisão
Após terminar os estudos na RADA, Rickman trabalhou com vários grupos de repertório e de teatro experimental britânicos com peças como The Seagull e The Grass Window de Snoo Wilson no Royal Court Theatre. Participou em três ocasiões no Festival Internacional de Edimburgo. Em 1978  apresentou várias peças com o grupo Court Drama, incluindo Romeu e Julieta e A View from the Bridge. Rickman fez ainda parte da Royal Shakespeare Company (RSC).
Em 1982, teve o seu primeiro papel de relevo na televisão britânica na série The Barchester Chronicles da BBC, onde fez de Reverendo Obadiah. Em 1985 foi escolhido para interpretar o papel principal de Vicomte de Valmont na peça Les Liaisons Dangereuses da Royal Shakespeare Company.
Quando Les Liaisons Dangereuses se mudou para a Broadway em 1987, Rickman foi nomeado para os Tony Awards e para os Drama Desk Awards. Segundo Rickman, foi este o papel que fez descolar a sua carreira, uma vez que os produtores do filme Die Hard, Joel Silver e John McTiernan acharam que ele seria o ator perfeito para o papel de Hans Gruber depois de assistirem à peça.

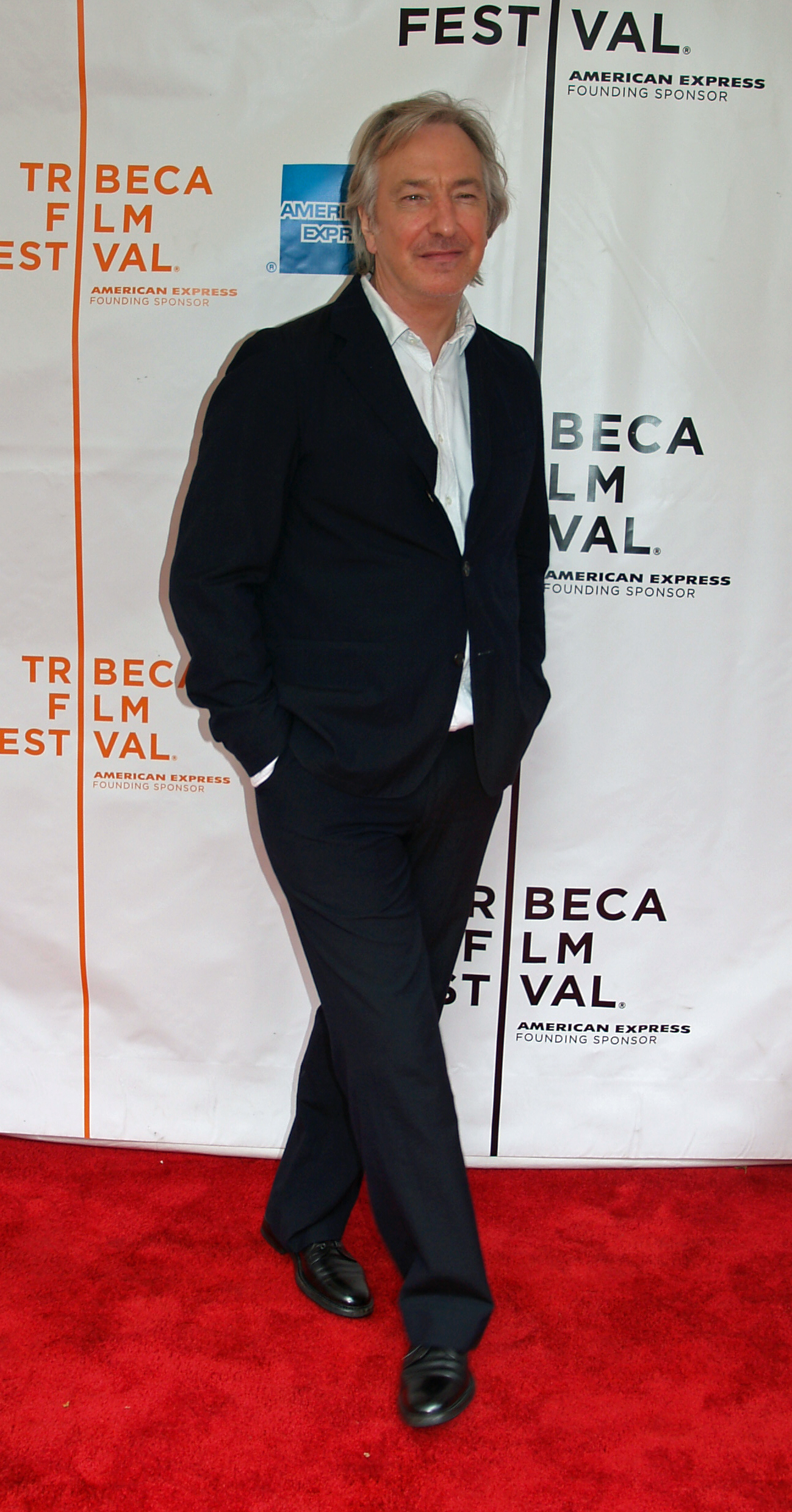
Rickman em 2007

Depois de Die Hard, Alan Rickman ganhou fama internacional e protagonizou vários filmes. Alguns dos seus papéis mais conhecidos dos anos 1990 incluem o de Coronel Brandon em Sense and Sensibility, realizado por Ang Lee e escrito por Emma Thompson e o de Jamie em Truly, Madly, Deeply, o primeiro filme realizado por Anthony Minguella. Rickman também ganhou reputação como um dos melhores atores a interpretar vilões em Hollywood, alguns dos mais memoráveis incluem, para além de Hans Gruber, o Xerife de Nottingham em Robin Hood: Prince of Thieves de 1991, o de Rasputine no telefilme da HBO baseado na vida do famoso monge russo e, mais recentemente o do professor Severus Snape na saga Harry Potter (2001-2011). Apesar dessa fama, Alan Rickman diz que não interpreta vilões, apenas pessoas "muito interessantes" e não gosta de ser associado apenas a esse tipo de papel.
Alan já interpretou alguns papéis cômicos na sua carreira que incluem o de Sir Alexander Dane / Dr. Lazarus, o ator britânico reputado que é mais conhecido pelo seu papel numa série "nerd" do que pelo seu trabalho de prestígio no palco em Galaxy Quest; o de anjo Metraton, a voz de Deus, em Dogma; o marido insensato da personagem de Emma Thompson em Love Actually; a voz de Marvin, o Robot Paranóico em The Hitchhiker's Guide to the Galaxy, o pai egoísta e laureado com o prémio Nobel em Nobel Son.
Alan foi bastante elogiado por dois papéis biográficos que interpretou em produções da HBO. Venceu um Globo de Ouro e um Emmy pelo seu desempenho como Rasputine em Rasputin: Dark Servant of Destiny de 1996 e foi nomeado para um Emmy pelo seu desempenho como Dr. Alfred Blalock no telefilme Something the Lord Made de 2004.
No filme, também biográfico, Mesmer de 1994, de Roger Spottiswoode,  Rickman fica com o papel principal do doutor suábio Franz Anton Mesmer o qual lhe rendeu o prêmio Montreal World Film Festival como melhor ator. A sua carreira inclui ainda filmes independentes como Snow Cake (com Sigourney Weaver e Carrie-Anne Moss) que estreou no Festival de Cinema de Berlim e Perfume: The Story of a Murderer.
Em 2007, Alan participou no filme Sweeney Todd: The Demon Barber of Fleet Street, realizado por Tim Burton e bastante elogiado pela crítica. No filme, Alan interpreta o papel de Juiz Turpin (mais uma vez, o vilão). Alan reuniu-se com Tim Burton em 2010 com o filme Alice in Wonderland, onde emprestou a voz à Lagarta Azul.
Desde 2011, os filmes mais relevantes de Alan Rickman incluem Gambit, com argumento de Joel e Ethan Cohen e com Colin Firth e Cameron Diaz no elenco; The Butler, onde interpreta o papel de Ronald Reagan e CBGB que retrata a cena punk-rock de Nova Iorque dos anos 1970 e que o reuniu com Rupert Grint.

### Teatro
Apesar do seu sucesso no cinema, Alan Rickman nunca deixou o teatro. Em 1998 fez o papel de Marco António em Anthony and Cleopatra no Royal National Theatre. Helen Mirren fez o papel de Cleópatra.
Em 2000 participou no Victoria Wood with All the Trimmings, um espetáculo especial de Natal de Victoria Wood, onde representou o papel de um coronel envelhecido na batalha de Waterloo que se vê forçado a romper a sua relação com a personagem de Honeysuckle Weeks.
Em 2001 estreou a peça Private Lives, uma comédia romântica do dramaturgo Noël Coward no Albery Theatre em Londres. Rickman representou o papel do protagonista, Elyot. A peça foi um grande sucesso e foi transferida para a Broadway onde esteve em cena até setembro de 2002. Private Lives venceu 3 prémios Olivier e 3 Tony.
Em 2005 em Londres e em 2006 em Nova York, dirigiu a peça My Name is Rachel Corrie, que ganhou os prêmios Theatregoers' Choice Awards de Melhor Diretor e de Melhor Peça Original, bem como o de Melhor Performance Solo para a atriz Megan Dodds.
Em 2011 regressou à Broadway com Seminar, uma peça original de Theresa Rebeck. A peça valeu-lhe o prémio do público de Melhor Ator do site broadway.com e uma nomeação para os Drama League Awards,

### Realização e encenação
Alan Rickman realizou dois filmes na sua carreira: The Winter Guest, protagonizado por Emma Thompson e pela sua mãe Phyllida Law em 1997 e A Little Chaos com Kate Winslet, Stanley Tucci e o próprio Rickman em 2015.
No teatro encenou Creditors de August Strindberg. A peça estreou em 2008 no Donmar Warehouse em Londres e foi transferida para o Brooklyn Academy of Music em Nova Iorque em 2010. Tom Burke, Anna Chancelor e Owen Teale foram os atores.

## Vida pessoal
Em 1965, com 19 anos, Alan Rickman conheceu Rima Horton, que se tornaria a sua primeira namorada, de 18. Os dois vivem juntos desde 1977. Casaram-se em 2012 em uma cerimônia secreta em Nova Iorque, depois de quase 50 anos juntos. Rima foi vereadora do bairro de Kensington e Chelsea durante 20 anos (1986-2006) e professora de Economia na Kingston University.
Alan era benfeitor da instituição Saving Faces e presidente honorário da International Performers' Aid Trust, uma instituição de caridade que alivia a pobreza em alguns dos locais mais precários do mundo. Foi também diretor da Royal Academy of Dramatic Art.
Foi padrinho do ator Tom Burke.

## Morte
Em agosto de 2015, sofreu um pequeno AVC isquêmico que levou ao diagnóstico de um câncer no pâncreas. Alan dividiu a notícia e o tratamento com apenas os amigos e familiares mais próximos. Morreu em um hospital de Londres, em 14 de janeiro de 2016, aos 69 anos. Seu corpo foi cremado em 3 de fevereiro de 2016 no Crematório de West London e suas cinzas entregue à sua esposa, Rima Horton, ex-vereadora inglesa do Partido Trabalhista no Conselho Distrital de Kensington e Chelsea, em Londres.

## Filmografia

### Cinema
| Ano  | Filme                                          | Nome em português                                                                                     | Papel                              |
| ---- | ---------------------------------------------- | --- | ---------------------------------- |
| 1988 | Die Hard                                       | Duro de Matarbr Assalto ao Arranha-Céuspt                                                             | Hans Gruber                        |
| 1989 | The January Man                                | O Calendário da Mortebr                                                                               | Ed, o pintor                       |
| 1990 | Quigley Down Under                             | Contratado Para Matarbr                                                                               | Elliot Marston                     |
| 1991 | Closet Land                                    | | Interrogador                       |
| 1991 | Truly, Madly, Deeply                           | Um Romance do Outro Mundobr                                                                           | Jamie                              |
| 1991 | Robin Hood: Prince of Thieves                  | Robin Hood - O Príncipe dos Ladrõesbr                                                                 | Xerife de Nottingham               |
| 1991 | Close My Eyes                                  | Três Amores e uma Paixãobr                                                                            | Sinclair Bryant                    |
| 1992 | Bob Roberts                                    | Bob Robertsbr Bob Roberts - Candidato ao Poderpt                                                      | Lukas Hart III                     |
| 1994 | Mesmer                                         | Dr. Mesmer - Magnetismo Selvagembr                                                                    | Franz Anton Mesmer                 |
| 1995 | An Awfully Big Adventure                       | Jogos de Ilusãobr                                                                                     | P.L. O'Hara                        |
| 1995 | Sense and Sensibility                          | Razão e Sensibilidadebr Sensibilidade e Bom Sensopt                                                   | Coronel Brandon                    |
| 1996 | Michael Collins                                | Michael Collins - O Preço da Liberdadebr                                                              | Éamon de Valera                    |
| 1997 | The Winter Guest                               | Momento de Afetobr                                                                                    | Homem na rua (não creditado)       |
| 1998 | Judas Kiss                                     | O Beijo da Traiçãobr                                                                                  | Detetive David Friedman            |
| 1999 | Dogma                                          | Dogmabr                                                                                               | Metatron                           |
| 1999 | Galaxy Quest                                   | Heróis Fora de Órbitabr                                                                               | Alexander Dane/Dr. Lazarus         |
| 1999 | Dark Harbor                                    | Ilha do Medobr                                                                                        | David Weinberg                     |
| 2000 | Help! I'm a Fish                               | Mamãe, Virei um Peixebr                                                                               | Joe (voz)                          |
| 2000 | Play                                           | | Man                                |
| 2001 | Blow Dry                                       | De Cabelos em Pé                                                                                      | Phil Allen                         |
| 2001 | Harry Potter and the Philosopher's Stone       | Harry Potter e a Pedra Filosofalbr/pt                                                                 | Severo Snape                       |
| 2001 | The Search for John Gissing                    | | John Gissing                       |
| 2002 | Harry Potter and the Chamber of Secrets        | Harry Potter e a Câmara Secretabr Harry Potter e a Câmara dos Segredospt                              | Severo Snape                       |
| 2003 | Love Actually                                  | Simplesmente Amorbr O Amor Acontecept                                                                 | Harry                              |
| 2004 | Harry Potter and the Prisoner of Azkaban       | Harry Potter e o Prisioneiro de Azkabanbr/pt                                                          | Severo Snape                       |
| 2004 | Something the Lord Made                        | Quase Deusesbr O Que Deus Crioupt                                                                     | Dr. Alfred Blalock                 |
| 2005 | The Hitchhiker's Guide to the Galaxy           | O Guia do Mochileiro das Galáxiasbr À Boleia pela Galáxiapt                                           | Marvin, o androide paranoide (voz) |
| 2005 | Harry Potter and the Goblet of Fire            | Harry Potter e o Cálice de Fogobr                                                                     | Severo Snape                       |
| 2006 | Snow Cake                                      | Um Certo Olharbr Bolo de Nevept                                                                       | Alex Hughes                        |
| 2006 | Perfume: The Story of a Murderer               | Perfume - A História de um Assassinobr O Perfume - História de um Assassinopt                         | Antoine Richis                     |
| 2006 | Something the Lord Made                        | Quase Deuses                                                                                          | Alfred Blalock                     |
| 2007 | Nobel Son                                      | Filho do NobelbrO Filho do Prêmio Nobelpt                                                             | Eli Michaelson                     |
| 2007 | Harry Potter and the Order of the Phoenix      | Harry Potter e a Ordem da Fênixbr Harry Potter e a Ordem da Fénixpt                                   | Severo Snape                       |
| 2007 | Sweeney Todd: The Demon Barber of Fleet Street | Sweeney Todd: O Barbeiro Demoníaco da Rua Fleetbr Sweeney Todd, o Terrível Barbeiro de Fleet Streetpt | Juiz Turpin                        |
| 2008 | Bottle Shock                                   | O Julgamento de Parisbr                                                                               | Steven Spurrier                    |
| 2009 | Harry Potter and the Half-blood Prince         | Harry Potter e o Enígma do Príncipebr Harry Potter e o Príncipe Mestiçopt                             | Severo Snape                       |
| 2010 | The Wildest Dream                              | | Noel Odell (voz)                   |
| 2010 | Alice in Wonderland                            | Alice no País das Maravilhasbr/pt                                                                     | A Lagarta Azul (voz)               |
| 2010 | Harry Potter and the Deathly Hallows: Part 1   | Harry Potter E As Relíquias Da Morte: Parte 1br Harry Potter e os Talismãs Da Morte: Parte 1pt        | Severo Snape                       |
| 2011 | Harry Potter and the Deathly Hallows: Part 2   | Harry Potter E As Relíquias Da Morte: Parte 2br Harry Potter e os Talismãs Da Morte: Parte 2pt        | Severo Snape                       |
| 2012 | Gambit                                         | Um Golpe Perfeitobr                                                                                   | Lionel Shahbandar                  |
| 2013 | CBGB                                           | CBGB - O Berço do Punk Rockbr                                                                         | Hilly Kristal                      |
| 2013 | The Butler                                     | O Mordomopt O Mordomo da Casa Brancabr                                                                | Ronald Reagan                      |
| 2013 | A Promise                                      | Uma Promessa                                                                                          | Karl Hoffmeister                   |
| 2014 | A Little Chaos                                 | Um Pouco de Caos                                                                                      | King Louis XIV                     |
| 2015 | Eye in the Sky                                 | | Lieutenant General Frank Benson    |
| 2016 | Alice Through the Looking Glass                | Alice Através do Espelho                                                                              | Absolem (voz)                      |

### Televisão
- 1978 - Romeo and Juliet - Tybalt
- 1980 - Thérèse Raquin - Vidal
- 1980 - Shelley - Clive
- 1982 - The Barchester Chronicles - Obadiah Slope
- 1982 - Smiley's People - Mr. Brownlow
- 1983 - Busted - Simon
- 1985 - Girls on Top - episódios Four Play, como Dimitri e Cancel Toast, como a voz de RADA
- 1985 - Pity in History - Croop
- 1989 - The Spirit of Man - Israel Yates (segmento "From Sleep and Shadow")
- 1989 - Revolutionary Witness - Jacques Roux (segmento "The Preacher")
- 1989 - Benefactors - Colin
- 1992 - Victoria Wood's All Day Breakfast
- 1996 - Rasputin
- 2000 - Victoria Wood with All the Trimmings
- 2001 - We Know Where You Live
- 2010 - The Song of Lunch

### Prêmios e indicações
- Ganhou o Golden Globe Award para Melhor Ator (minissérie ou filme) em televisão, por Rasputin (1996).
- Recebeu uma indicação ao BAFTA de Melhor Ator, por Truly, Madly, Deeply (1991).
- Recebeu 3 indicações ao BAFTA de Melhor Ator (coadjuvante/secundário), por Robin Hood - O príncipe dos ladrões (1991), Razão e sensibilidade (1995) e Michael Collins (1996). Venceu por Robin Hood - O príncipe dos ladrões.
- Recebeu uma indicação ao MTV Movie Awards de Melhor Vilão, por Robin Hood - O príncipe dos ladrões (1991).
- Recebeu uma indicação ao Emmy de Melhor Ator, por Quase deuses (2004).
- Foi Pré-Indicado ao Oscar de Melhor Ator Coadjuvante por Harry Potter and the Deathly Hallows: Part 2 (2012)